# Ferrovia Centrale Umbra
La Ferrovia Centrale Umbra (en français Ligne Centrale Ombrie) est une ligne ferroviaire à écartement standard, dont le tracé emprunte presque totalement le territoire de l'Ombrie, le long de la vallée du Tibre.

## Histoire
| Tronçon                         | Inauguration    |
| ------------------------------- | --------------- |
| Umbertide-Città di Castello     | 5 avril 1886    |
| Città di Castello-Sansepolcro   | 1er mai 1886    |
| Terni-Umbertide                 | 12 juillet 1915 |
| Perugia Ponte S.Giovanni-S.Anna | 19 février 1920 |

En 1908 la société privée Società per le Strade Ferrate del Mediterraneo obtient la concession pour la construction et l'exploitation du chemin de fer avec une locomotion à vapeur.
Par la suite, un projet d’électrification de la ligne est soumis au gouvernement italien qui l'approuve le 11 février 1911. La société A.E.G. Thomson Houston retient l'option à courant alternatif monophasé à haute tension.
La construction débute en 1911 et le 12 juillet 1915 le tronçon Terni-Umbertide est ouvert avec une traction à vapeur.
La Première Guerre mondiale (1915-1918) retarde l’électrification de la ligne (à 11.000 volts - 25 Hz) et ce n'est qu'en 1920 que le service à traction électrique est mis en place sur le tronçon Terni-Umbertide et ensuite sur la bifurcation Ponte San Giovanni-Pérouse. 
Les nouvelles locomotives électriques remplacent progressivement celles à vapeur qui sont néanmoins conservées pour le trafic du fret.
Pendant la Seconde Guerre mondiale, la ligne est fortement endommagée et doit reconstruite après le conflit.
En 1956 l'alimentation électrique est convertie à 3.000 V CC avec la mise en conformité des locomotives.
Le 25 mai 1956 voit l'ouverture du tronçon Umbertide-Sansepolcro en modifiant l'écartement réduit de l'ancienne voie  Arezzo-Fossato di Vico et en 1959 les deux compagnies sont fusionnées sous la dénomination Ferrovie Umbro-Aretine ( MUA (Mediterraneo Umbro Aretine). 
À la fin des années 1970 la ligne risquant la faillite, se voit reprise par la province de Pérouse et renommée Ferrovia Centrale Umbra. 
La ligne est modernisée avec la mise en service de nouvelles locomotives Automotrici MUA E.101-110 et entre 1962 et 1966 les passages à niveau sont automatisés. 

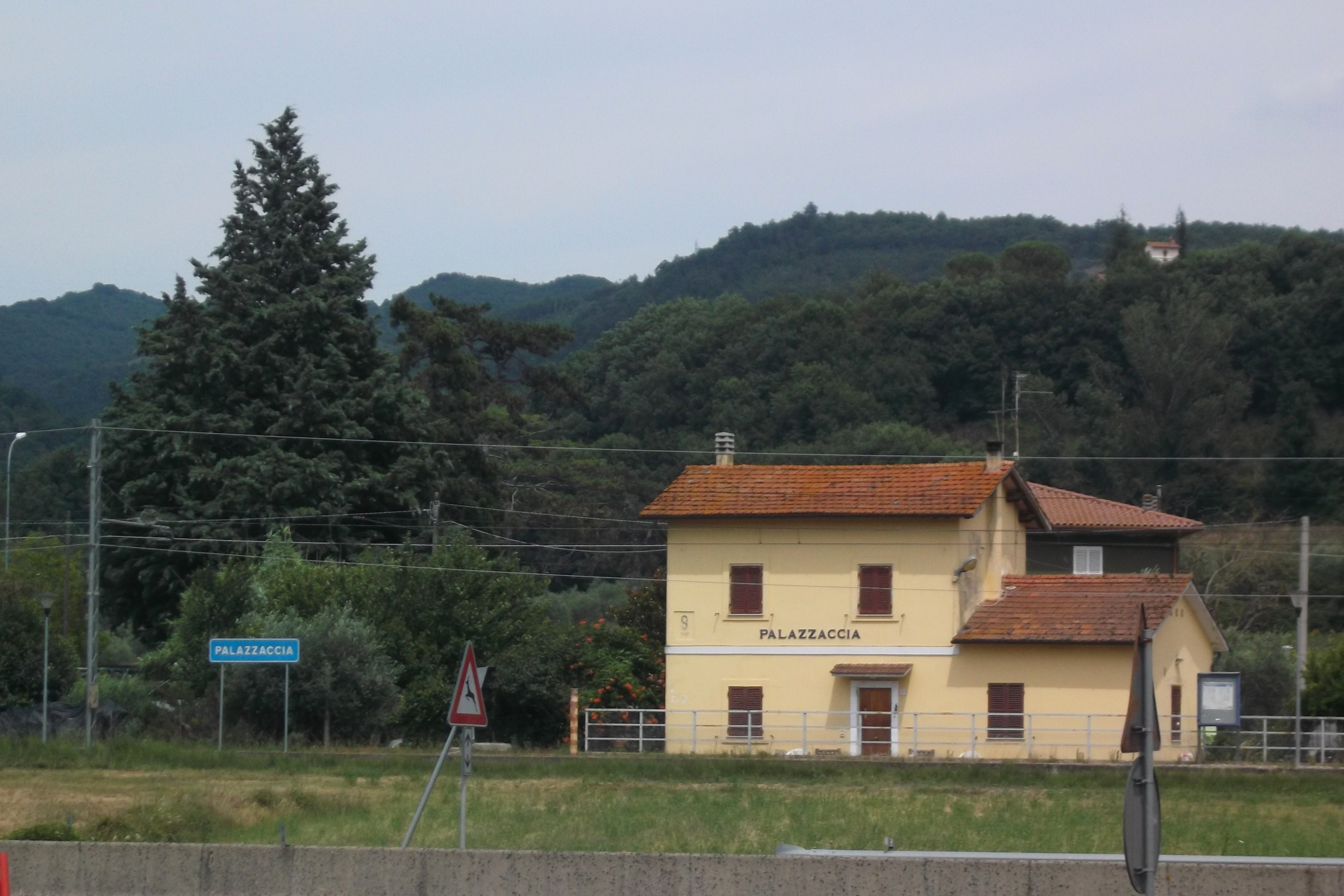
Gare de Palazzaccia en 2015

À la suite du décret de loi n° 526 du 7 août 1982 la Ferrovia Centrale Umbra devient une société à gestione commissariale governativa.
À partir de  1997 la ligne passe à la traction diesel.
À la suite de la régionalisation des voies ferrées, en 2000 la nouvelle société  Ferrovia Centrale Umbra s.r.l. est à capital public régional. La ligne sur sa longueur de 157 km est partiellement électrifiée et la majorité du trafic est à traction diesel.
En 2005 voit l'inauguration du service direct Sansepolcro-Pérouse-Terni-Rome, actif du lundi au vendredi. 
En 2006 débutent les travaux pour la ré-électrification de la totalité de la ligne à 3 000 V équipé du système de sécurité TCMS. La société Ferrovia Centrale Umbra s.r.l. passe commande des nouvelles locomotives Minuetto d'Alstom.
Le 7 avril 2013 un déraillement a lieu en la localité de Montecastelli, faisant quelques blessés,.
Depuis le  26 février 2017, des travaux de modernisation sont entrepris entre Perugia Ponte San Giovanni et Perugia Sant'Anna nécessitant la fermeture du tronçon. La durée de ces travaux est estimée à 3 ans .
Depuis le 13 septembre 2017, le trafic est suspendu sur toute la ligne pour une durée indéterminée pour des travaux de modernisation et d'entretien du réseau. Le service ferroviaire est remplacé par un service de cars de Sansepolcro à Pérouse et de Pérouse à Terni,.